# Verwaltungsgericht Sigmaringen

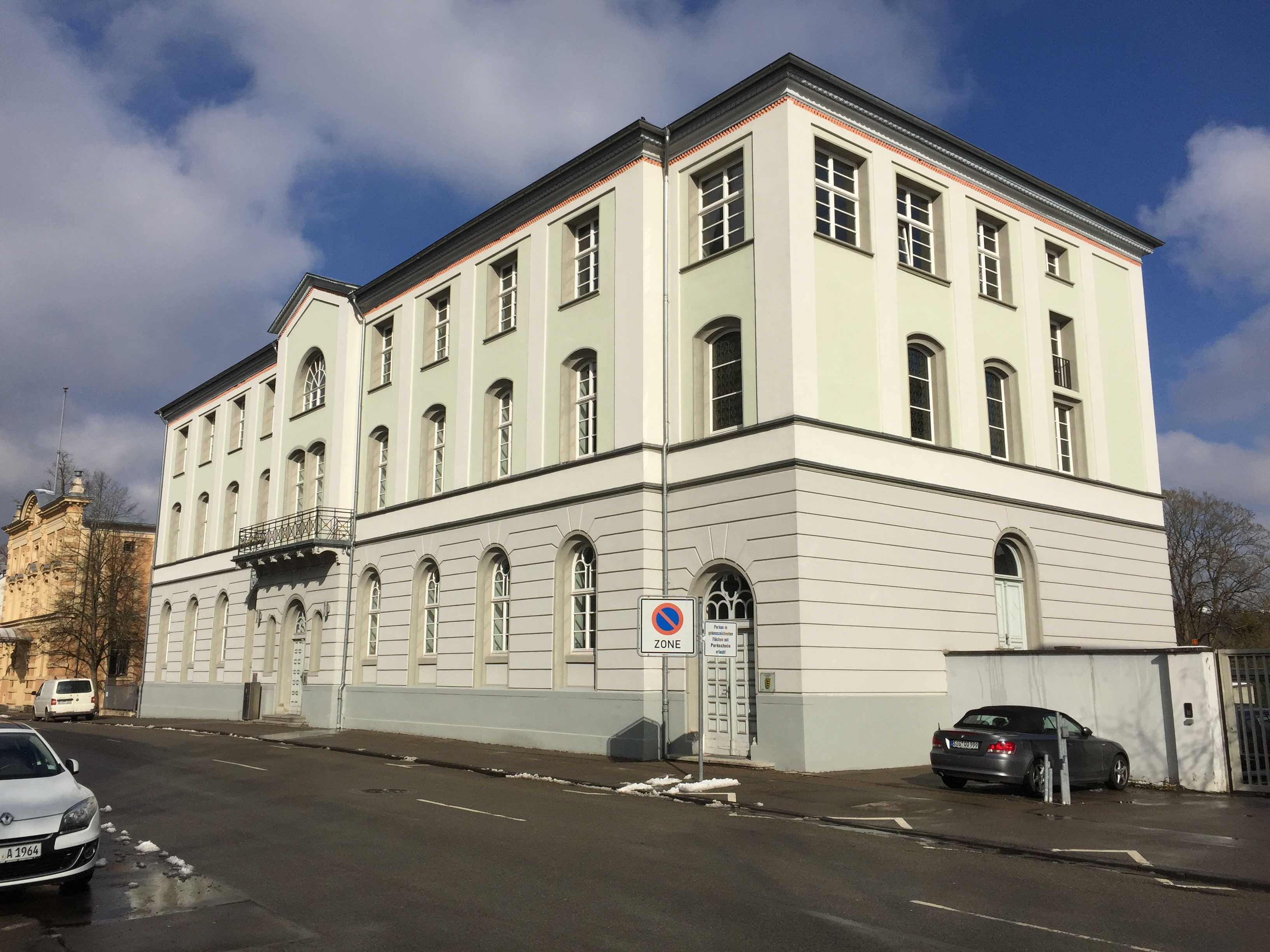
Verwaltungsgericht Sigmaringen in der Karlstraße

Das Verwaltungsgericht Sigmaringen ist neben Karlsruhe, Stuttgart und Freiburg eines von vier Verwaltungsgerichten des Landes Baden-Württemberg. Im Instanzenzug übergeordnet ist der Verwaltungsgerichtshof Baden-Württemberg in Mannheim. 

## Gerichtssitz und -bezirk
Das Verwaltungsgericht Sigmaringen hat seinen Sitz in Sigmaringen. Der Gerichtsbezirk umfasst den Regierungsbezirk Tübingen mit der Stadt Ulm und den Landkreisen Alb-Donau-Kreis, Biberach, Bodenseekreis, Ravensburg, Reutlingen, Sigmaringen, Tübingen und Zollernalbkreis und ist somit für gut 1,9 Millionen Einwohner zuständig.

## Geschichte
Bereits 1875 wurde in Preußen, wozu die Hohenzollernschen Lande (preußischer Regierungsbezirk Sigmaringen) gehörten, die Verwaltungsgerichtsbarkeit eingeführt. Am heutigen Sitz des Verwaltungsgerichts wurde ein Bezirksverwaltungsgericht bei dem Preußischen Regierungspräsidenten eingerichtet. Nach dem Zweiten Weltkrieg wurde 1946 im Land Württemberg-Hohenzollern, in dem die Hohenzollernschen Lande aufgingen, die Verwaltungsgerichtsbarkeit wieder eingeführt und der Verwaltungsgerichtshof in Bebenhausen gebildet. Durch das 1958 in Kraft getretene Gesetz über die Neuordnung der Verwaltungsgerichtsbarkeit in Baden-Württemberg wurde für den Regierungsbezirk Südwürttemberg-Hohenzollern in Sigmaringen ein Verwaltungsgericht errichtet und der Verwaltungsgerichtshof in Bebenhausen aufgelöst. Bis zur Bereitstellung des Dienstgebäudes in Sigmaringen hatte das Verwaltungsgericht seinen Sitz in Bebenhausen. Der Umzug nach Sigmaringen erfolgte am 1. April 1959. Sigmaringen wurde gewählt, damit in der ehemaligen Regierungsstadt weiterhin wichtige staatliche Institutionen einen Sitz haben. 

### Präsidenten seit 1958
- 1958–1960: Maximilian Wizigmann
- 1960–1976: Eugen Buri
- 1977–1982: Leo Dietl
- 1982–1998: Manfred Liebermann
- 1998–2016: Franz-Christian Mattes
- 2016–2018: Malte Graßhof
- seit 2018: Christian Heckel

## Gerichtsgebäude
Hauptgebäude und Sitz des Gerichts ist der ehemalige Sitz der Preußischen Regierung in der Karlstraße 13. Das Gebäude wurde 1840 von dem Weinbrenner-Schüler Rudolf Burnitz als Architekt errichtet und war von 1850 bis 1945 Sitz des preußischen Regierungspräsidenten. In unmittelbarer Nachbarschaft befindet sich das Prinzessinnenpalais, das seit 1989 weitere Teile des Gerichts beheimatet. Das Prinzessinnenpalais wurde ebenfalls 1840 fertiggestellt und in den 1890er Jahren umgebaut. Es war ursprünglich Sitz der Fürstlichen Hofkammer; später waren dort verschiedene Landesbehörden untergebracht. Neben diesen beiden Gebäuden besitzt das Gericht noch zwei Nebenstellen in der Stadt.